# Coelioxys eximia
Coelioxys eximia är en biart som beskrevs av Heinrich Friese 1922. Coelioxys eximia ingår i släktet kägelbin, och familjen buksamlarbin. Inga underarter finns listade i Catalogue of Life.